# Stenus biguttatus
Stenus biguttatus ist ein Käfer aus der Familie der Kurzflügler (Staphylinidae).

## Merkmale
Die Käfer erreichen eine Körperlänge von 4,5 bis 5 Millimetern. Die Deckflügel tragen einen gelben, runden Diskalfleck. Dieser ist klein und befindet sich hinter der Mitte. Die Beine der Tiere sind schwarz gefärbt. Das erste Glied der Kiefertaster und die basale Hälfte des zweiten Gliedes sind gelb.

## Vorkommen und Lebensweise
Die Tiere kommen in der Paläarktis in Europa, am Kaukasus, in Sibirien, dem Norden Chinas und in Japan sowie in Nordamerika vor. In Europa fehlen sie in Nordeuropa nördlich des Polarkreises, in Norwegen kommen sie nur im Süden vor. In Südeuropa kommen sie bis ans Mittelmeer vor, sind jedoch in ihrer Verbreitung eher auf das bergige Binnenland, als die Küste beschränkt. Die Art ist in Mitteleuropa vom Flachland bis in subalpine Lagen überall häufig und weit verbreitet. Sie besiedelt schwach oder nicht bewachsene Ufer von Gewässern die mit Sand oder Schlamm bedeckt sind. Sie zählen zu den ersten Bewohnern von frisch aufgegrabenem Boden. Die Art ist nicht in Wäldern zu finden. An sonnigen Tagen kann man die Tiere beim Umherlaufen beobachten, sie treten vom Frühjahr bis in den Herbst auf. Die Überwinterung findet unter Laub im Uferbereich statt.